# Yekaterina Riábova (aviadora)
Yekaterina Vasilievna Riábova (en ruso: Екатерина Васильевна Рябова; Gus-Zhelezny, gobernación de Riazán, RSFS de Rusia; 14 de julio de 1921 - Moscú, Unión Soviética, 12 de septiembre de 1974) fue una navegante soviética durante la Segunda Guerra Mundial, del escuadrón del 588.º Regimiento de Bombardeo Nocturno, conocido por las tropas alemanas con el apodo de «Brujas de la Noche», integrado en el 4.° Ejército Aéreo del Segundo Frente Bielorruso, por sus heroicas acciones durante la Segunda Guerra Mundial recibió el título de Heroína de la Unión Soviética (23 de febrero de 1945) además durante la guerra alcanzó el grado militar de teniente primero.

## Biografía

### Infancia y juventud
Yekaterina Riábova nació el 14 de julio de 1921 en el pueblo de Gus-Zhelezny, en la Gobernación de Riazán, en la RSFS de Rusia, en el seno de una familia campesina trabajadora, sus padres eran Anna y Vasili Riabov. Yekaterina Riábova tenía dos hermanas y cuatro hermanos.
Después de graduarse de secundaria en la escuela rural de su pueblo, ingresó en la Facultad de Mecánica y Matemáticas de la Universidad Estatal de Moscú, donde estudió hasta la invasión alemana de la Unión Soviética.

### Segunda Guerra Mundial
En octubre de 1941, Riábova ingresó en la Escuela de Aviación Militar de Engels, para convertirse en navegante de vuelo en el 588.º Regimiento de Bombardeo Nocturno, uno de los tres regimientos de aviación formados por mujeres, fundados por Marina Raskova y liderado por la mayor Yevdokía Bershánskaya. El regimiento estaba  formado íntegramente por mujeres voluntarias, desde las técnicos hasta las pilotos, todas ellas de una edad cercana a los veinte años.
El 23 de mayo de 1942, el regimiento fue transferido a la 218.º División de bombarderos nocturnos del Frente Sur (estacionada en el aeródromo de la aldea de Trud Gornyaka cerca de Voroshilovgrado). La propia Marina Raskova las acompañó hasta su destino y luego dio un conmovedor discurso de despedida antes de regresar a Engels. En su nuevo destino el regimiento quedó adscripto al 4.º Ejército Aéreo al mando de general Konstanín Vershinin. Fue el primero de los tres regimientos femeninos en entrar en combate.
El 29 de diciembre de 1942, por realizar 151 misiones de combate en un avión biplano Polikarpov Po-2, la sargento mayor Riábova, artillera-bombardera, recibió la Orden de la Estrella Roja. Durante mucho tiempo voló como parte de la tripulación de la piloto/comandante Nadezhda Popova, con quien se hicieron muy amigas. El 25 de octubre de 1943, la teniente Riábova, navegante de vuelo, recibió la Orden de la Bandera Roja por realizar 614 salidas nocturnas de combate. Desde 1943, fue miembro del Partido Comunista de la Unión Soviética.
El 8 de febrero de 1943, el 588.º Regimiento de Bombardero Nocturno recibió el rango de Guardias y pasó a llamarse 46.º Regimiento de Bombardeo Nocturno de la Guardia, y un poco más tarde recibió el nombre honorífico de «Taman» por su destacada actuación durante los duros combates aéreos en la península de Tamán, en 1943 (véase Batalla del cruce del Kubán).

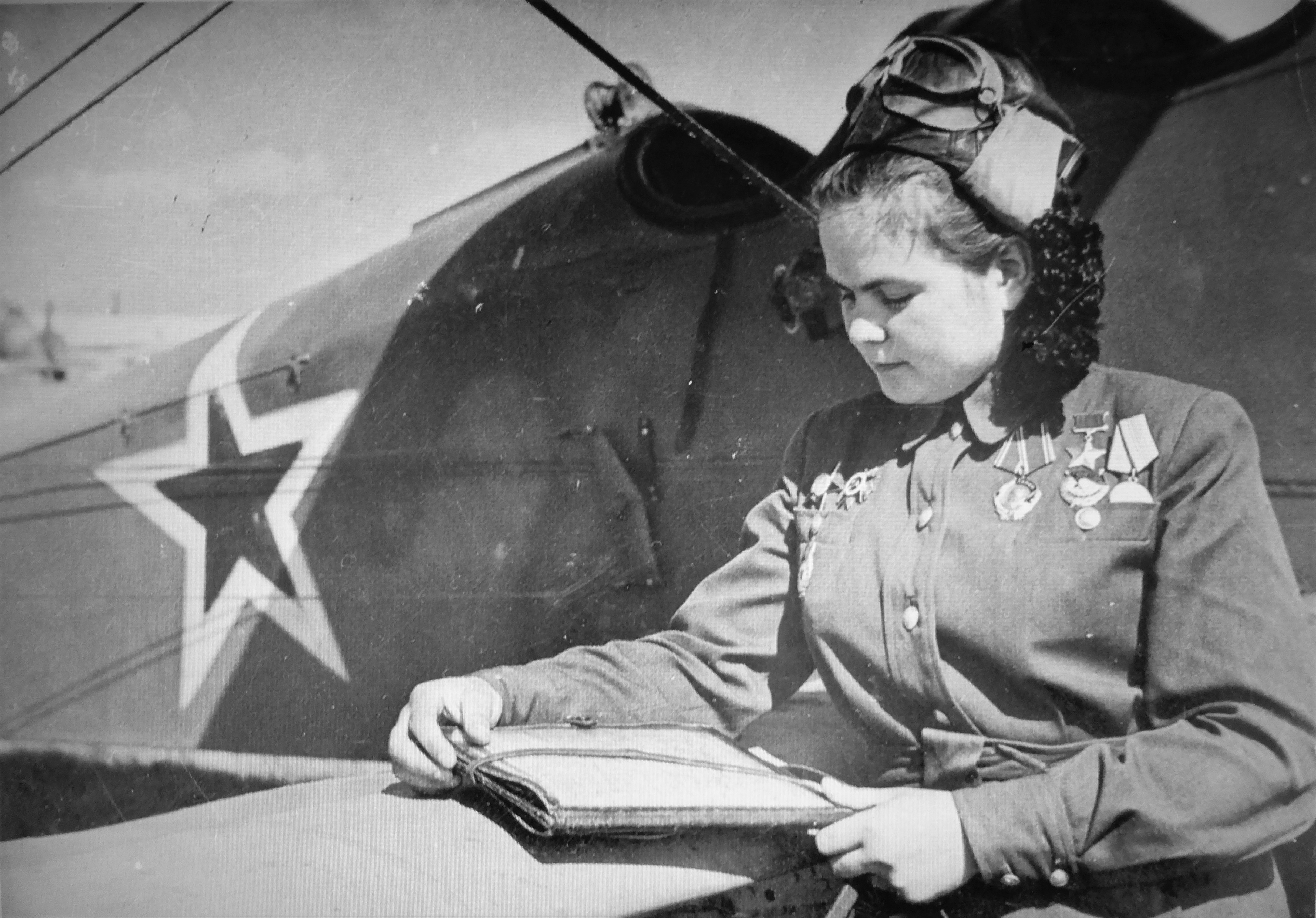
Riábova junto a su biplano Po-2 en 1943

En 1943, se permitió al regimiento de la Guardia crear su propio escuadrón de entrenamiento de combate para reponer el personal de vuelo caído en combate. En octubre de 1943, fue nombrada navegante del escuadrón y Marina Chechneva fue la comandante. El entrenamiento se llevaba a cabo en condiciones de combate. Chechneva voló en misiones de combate con jóvenes navegantes, Riábova, con pilotos. El 26 de abril de 1944, por orden del mando del 4.º Ejército Aéreo, la navegante del escuadrón de la Guardia, teniente Riábova, fue condecorada con la Orden de la Guerra Patria de 1.er grado por realizar 685 misiones de combate nocturno.
En total, realizó 890 misiones de combate, durante la guerra, y su última misión tuvo lugar sobre Berlín después de participar en campañas de bombardeo en Tamán, Crimea, Bielorrusia y Polonia. El 23 de febrero de 1945, recibió el título de Héroe de la Unión Soviética por completar 816 misiones de combate, y el propio comandante del Segundo Frente Bielorruso, el mariscal de la Unión Soviética Konstantín Rokossovski, le entregó la medalla de la Estrella de Oro de Héroe de la Unión Soviética, el 8 de marzo de 1945.

### Posguerra
El 10 de junio de 1945 se casó con el dos veces Héroe de la Unión Soviética Grigori Sivkov, a quien conoció en el frente. En julio de 1947, nació su primera hija, Natalia. Y cinco años después, en 1952, nació su segunda hija Irina.
Después de la guerra, la comandante del regimiento Yevdokiya Bershánskaya envió a Riábova y a su compañera, la mayor María Smirnova, a asistir a la Academia de la Fuerza Aérea (ahora Academia de la Fuerza Aérea Gagarin), pero no fueron admitidas porque la academia estaba oficialmente cerrada para las mujeres. Después de ser rechazada por la Academia de la Fuerza Aérea, se retiró del ejército.

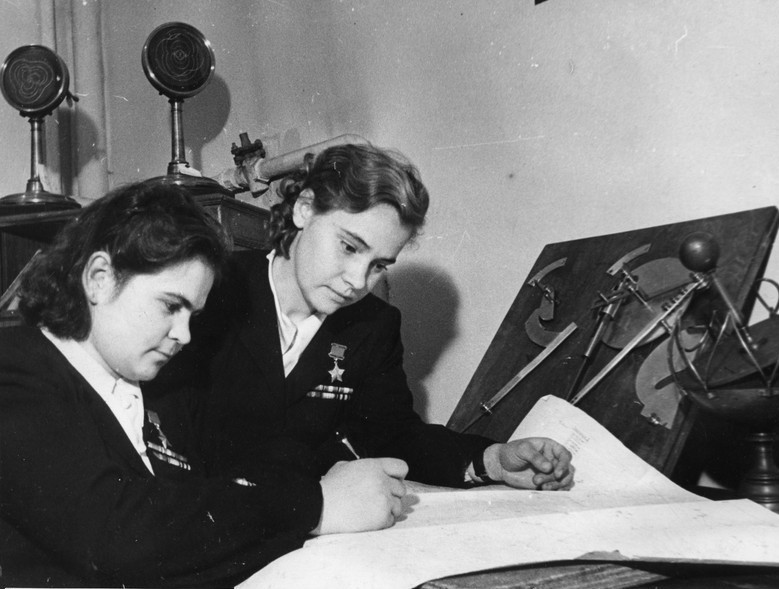
Yekaterina Riábova (izquierda) y Antonina Zubkova en la Universidad Estatal de Moscú

Después de ser desmovilizada, se reincorporó a la Facultad de Mecánica y Matemáticas de la Universidad Estatal de Moscú y continuó sus estudios. También participó en actividades sociales. Durante los años de sus estudios en la universidad, viajó con delegaciones a Francia, Italia, Finlandia, Corea, Bulgaria.
En el verano de 1946, mientras Riábova formaba parte de la delegación de la juventud soviética en Italia, se desmayó. Pero un día después volvió a participar en el trabajo. Luego, durante un viaje de un mes a Italia, la delegación soviética visitó treinta y siete ciudades, habló en decenas de manifestaciones. Según la prensa italiana, los delegados se reunieron con 700.000 italianos.
En 1948, se graduó de la Facultad de Mecánica y Matemáticas de la Universidad Estatal de Moscú y entró en la escuela de posgrado, donde estudió bajo la dirección del profesor Kh. A. Rakhmatulin. En 1951 defendió con éxito su tesis y obtuvo el título de Doctor en ciencias físicas y matemáticas. 
Después de graduarse, trabajó como profesora en el Instituto Poligráfico de Moscú, y de 1963 a 1972 trabajó como profesora asociada del Departamento de Mecánica Teórica en la Academia de Ingeniería Militar Dzerzhinsky. En ese momento, conoció al artista Georgi Iosifovich Kashevski, quien pintó su retrato sobre cartón, utilizando la técnica del pastel.
Murió el 12 de septiembre de 1974 a la edad de cincuenta y tres años. Fue enterrada en Moscú en el Cementerio Novodévichi.

En los últimos años, Katia sufrió de fuertes dolores de cabeza, pero trató de ocultar su condición a los demás. Solo después de su muerte todos supieron la gravedad de su enfermedad. En su diario, Grisha (su esposo) leyó la última entrada: «Los médicos decían que tenía un dolor de cabeza constante por un fuerte golpe durante la guerra. Esto fue probablemente cuando golpeé el tablero durante un aterrizaje fallido y perdí el conocimiento. En ese momento no entendía nada, una hora después ya seguía volando. Y si lo recuerdas, sucedió más de una vez. No le digo nada a Grisha. No quiero molestar a nadie ...»
Tatiana Sumarokova "Vuela sobre mí después de la batalla"

## Condecoraciones

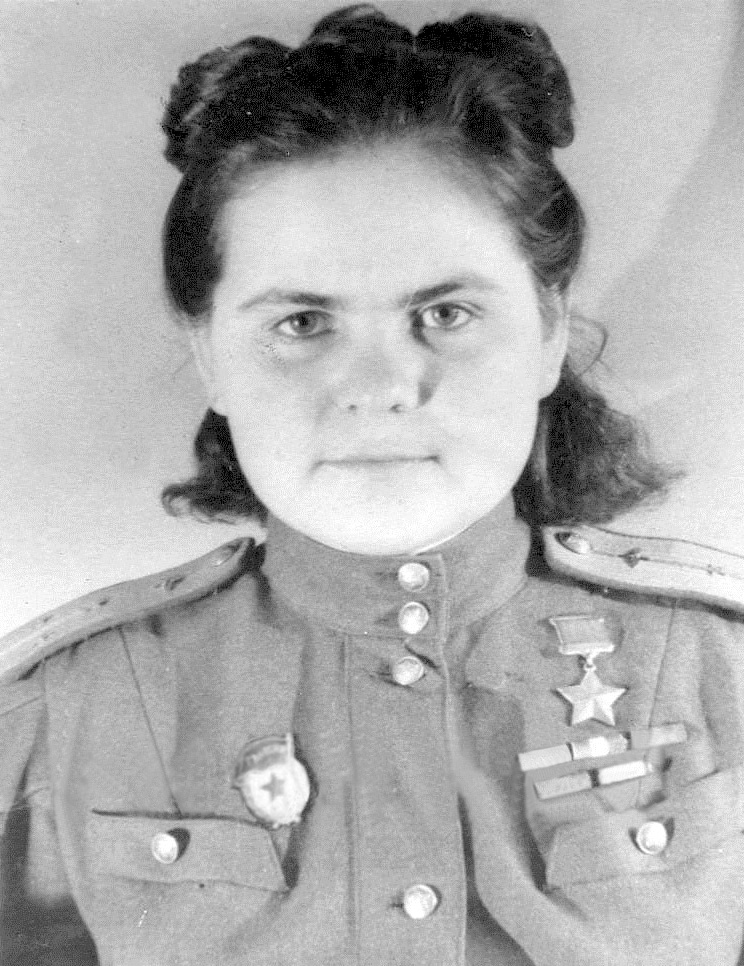
La Heroína de la Unión Soviética Yekaterina Riábova en mayo de 1945

A lo largo de su carrera militar Yekaterina Riábova recibió las siguientes condecoracionesː 
|  | Héroe de la Unión Soviética (N.º 4857; 23 de febrero de 1945)                                   |
|  | Orden de Lenin (1945)                                                                           |
|  | Orden de la Bandera Roja (1943)                                                                 |
|  | Orden de la Guerra Patria de 1.er grado (1944)                                                  |
|  | Orden de la Estrella Roja (1942)                                                                |
|  | Medalla Conmemorativa por el Centenario del Natalicio de Lenin «Al valor militar»               |
|  | Medalla por la Defensa del Cáucaso                                                              |
|  | Medalla por la Victoria sobre Alemania en la Gran Guerra Patria 1941-1945                       |
|  | Medalla Conmemorativa del 20.º Aniversario de la Victoria en la Gran Guerra Patria de 1941-1945 |
|  | Medalla por la Liberación de Varsovia                                                           |
|  | Medalla del 50.º Aniversario de las Fuerzas Armadas de la URSS                                  |
|  | Medalla Conmemorativa del 800.º Aniversario de Moscú                                            |